# سیارک ۱۹۶۶۴۰
سیارک ۱۹۶۶۴۰ (به انگلیسی: 196640 Mulhacen، نامگذاری:2003SO15) صد و نود و شش هزار و ششصد و چهلمین سیارک کشف شده‌است که در ۱۷ سپتامبر ۲۰۰۳ کشف شد.